# Zeigarnik-hatás
A Zeigarnik-hatás azt a jelenséget írja le, hogy az emberek befejezetlen dolgokra könnyebben visszaemlékeznek, mint a befejezettekre.
A jelenséget először Bluma Zeigarnik litván pszichológus írta le, annak nyomán, hogy tanára, a gestaltpszichológiával foglalkozó Kurt Lewin észrevette, hogy egy pincér jobban visszaemlékezett azokra a számlákra, amiket még nem fizettek ki.
A gestaltpszichológiában a Zeigarnik-hatással mutatták be a gestaltjelenségek általános meglétét: nemcsak az érzékelési, hanem a felsőbb szintű mentális folyamatokban is megjelenik (pl. memória). A hatást a tv-sorozatok forgatókönyveiben tudatosan használják a nézők érdeklődésének fenntartására (cliffhanger). A jelenség egy másik következménye, hogy az a diák, aki megszakítja a tanulást egy másik tevékenység kedvéért, jobban fog emlékezni a tananyagra, mint az, aki szünetet nem tartva fejezi be a tanulást.